# William Henry O'Connell
William Henry O'Connell (8 de dezembro de 1859 em Lowell, Massachusetts; † 22 de abril de 1944 em Brighton, Boston) foi Arcebispo de Boston e primeiro cardeal de Boston.

## Vida
William Henry O'Connell cresceu como o mais jovem de onze filhos dos imigrantes irlandeses John O'Connell, um trabalhador de fábrica têxtil, e Bridget Farrelly. Estudou no Saint Charles Seminary College, Ellicott City, 1879, mas deixou o seminário e entrou no Boston College, onde formou-se em filosofia, física e química em 1881. Retomou os estudos para o sacerdócio e foi enviado para o Pontifício Colégio Norte-Americano em Roma, estudando na Pontifícia Universidade Urbaniana; contudo, por causa de doença teve que sair sem concluir seu doutorado.
Recebeu em 7 de junho de 1884 o sacramento de Ordens Sagradas, pelo Cardeal Lucido Maria Marocchi, vigário geral de Sua Santidade. Quando voltou aos Estados Unidos, exerceu ministério pastoral nas paróquias de St. Joseph, Medford, e St. Joseph, Boston, West End, arquidiocese de Boston, 1885-1895. De volta a Roma, foi Reitor do North American College, 1895-1901. Nomeado Prelado doméstico de Sua Santidade, 1897.
Em 14 de maio de 1901, o Papa Leão XIII nomeou-o Bispo de Portland. A ordenação episcopal foi dada em 19 de maio seguinte, na Capela Corsini da Basílica de Latrão, pelo Prefeito da Congregação de Estudos, Francesco Cardeal Satolli. Os co-consagradores foram os arcebispos da Cúria, Edmund Stonor e Rafael Merry del Val. Seu lema episcopal era Vigor in arduis.
Monsenhor O'Connell foi instalado em 4 de julho, na catedral da Imaculada Conceição em Portland. Enviado papal especial ao Imperador Mutsuhito do Japão, 31 de agosto de 1905; condecorado com o Grande Cordão do Tesouro Sagrado. Assistente do Trono Pontifício, 1905. Promovido a arcebispo titular de Constantia e nomeado coadjutor de Boston, com direito de sucessão, 7 de fevereiro de 1906. Sucedeu à arquidiocese de Boston, 30 de agosto de 1907.
No consistório de 27 de novembro de 1911, Papa Pio X elevou-o a Cardeal-presbítero com a igreja titular de San Clemente, recebida em 30 de novembro. Foi o primeiro cardeal a servir como Arcebispo de Boston.
Cardeal O'Connell chegou atrasado ao conclave de 1914, que elegeu o Papa Bento XV, e ao conclave de 1922, que elegeu o Papa Pio XI; pediu ao novo papa que estendesse o número de dias entre a morte do papa e a abertura do conclave. Legado papal na Convenção Nacional da Sociedade do Santo Nome, Washington, DC, em 23 de setembro de 1924. Participou do conclave de 1939, que elegeu o Papa Pio XII.
Recebeu um título honorário da Universidade de Harvard em 1937; foi o primeiro prelado católico nativo a receber tal reconhecimento. Também serviu como curador da Biblioteca Pública de Boston e recebeu outro doutorado honorário pela Universidade Católica da América. Em 1932, foi eleito para a Academia de Artes e Ciências dos Estados Unidos.
Desde sua nomeação episcopal, O'Connell seria agente do papa contra a doutrina do americanismo. Agiu ao longo de sua carreira para minar o poder do establishment ianque e expandir o poder do Vaticano sobre os assuntos da Igreja americana. Ele desenvolveu um estilo que os bispos nos Estados Unidos continuam a imitar — agressivo em questões públicas nas quais a Igreja tem uma participação clara (por exemplo, aborto e financiamento público para escolas paroquiais) e indiferente a questões que não afetam diretamente o território da Igreja.
Era conhecido por suas opiniões: denunciou Hollywood como "o escândalo da nação"; as teorias de Albert Einstein como "ateísmo autêntico, mesmo que camuflado como panteísmo cósmico"; cantores de rádio como "chorões gritando palavras insípidas"; a eutanásia⁣, pois "o sofrimento é a disciplina da humanidade"; a moral em geral, pois "as mulheres estão se tornando masculinas e os homens efeminados"; ainda os chamados estilos imorais, dizendo a seus padres que eles poderiam recusar a Sagrada Comunhão a mulheres com batom. Cardeal O'Connell era tratado como um príncipe da Igreja e apontado por seu estilo imperial.
Faleceu de pneumonia, em Brighton, Boston. Foi enterrado na capela da Imaculada Conceição que ele havia construído no terreno do Seminário St. John como seu local de descanso final. Com a venda em 2007 do seminário e da propriedade arquidiocesana para o Boston College, a capela então se tornou propriedade do colégio. A arquidiocese planejou realocar os restos mortais do cardeal para a Escola St. Sebastian em Needham, que o Cardeal O'Connell ajudou a fundar em 1941. Em julho de 2011, a capela foi demolida e o corpo do cardeal foi movido para outra seção da propriedade do Boston College que fica mais perto do prédio restante do seminário, o St. John Hall.